# Белведир Парк (Џорџија)
Белведир Парк (енгл. Belvedere Park) насељено је место без административног статуса у америчкој савезној држави Џорџија.

## Демографија
По попису из 2010. године број становника је 15.152, што је 3.793 (-20,0%) становника мање него 2000. године.
| Група             | 2000.          | 2010.          |
| Белци             | 2.286 (12,1%)  | 2.744 (18,1%)  |
| Афроамериканци    | 15.607 (82,4%) | 11.557 (76,3%) |
| Азијати           | 178 (0,9%)     | 122 (0,8%)     |
| Хиспаноамериканци | 660 (3,5%)     | 523 (3,5%)     |
| Укупно            | 18.945         | 15.152         |